# Karl Bleibtreu
Pour les articles homonymes, voir Bleibtreu.
Karl August Bleibtreu, né le 13 janvier 1859 à Berlin et mort le 30 janvier 1928 à Locarno, est un écrivain allemand qui a encouragé le naturalisme dans la littérature allemande.

## Biographie
Karl Bleibtreu est connu pour son style de critique agressif et dogmatique, lié à un agenda nationaliste et parfois antisémite. Ses travaux ultérieurs sont fortement influencés par la théorie de l'Übermensch de Nietzsche.

## Théorie littéraire
Bleibtreu est considéré comme un représentant important du naturalisme dans la littérature allemande. Il a promu ce mouvement en tant qu'éditeur, producteur, réalisateur et critique. Ses écrits se caractérisent par leur intolérance à l'égard de l'opposition. Il se considérait comme un éducateur et un leader de la littérature allemande, souvent même comme son sauveur.

## Travaux
- Schlechte Gesellschaft, Erzählung, 1885
- Lyrisches Tagebuch, heterogene Lyrik, 1885
- Andere Zeiten, andere Lieder, 1885
- Revolution der Literatur, 1886, réimpression 1973, Verlag Max Niemeyer,  (ISBN 978-3-484-19022-1)
- Lord Byron, 1886
- Der Dämon, Hochstildrama, 1887
- Die Gesellschaft : Réaliste Wochenschrift für Litteratur, Kunst und Leben, Ed. 1888–1890, avec MG Conrad (les sous-titres varient)
- Grössenwahn, roman, 3 vols, 1888, réimpression 2008, Verlag Directmedia Publishing,  (ISBN 978-3-86640-314-7)
- Der Kampf um's Dasein der Literatur, 1888
- Schicksal, Hochstildrama, 1888
- Geschichte der englischen Literatur, 2 Bände, 1888
- Schicksal, Schauspiel, 1888
- Napoléon Ier, 1889
- Zur Psychologie der Zukunft, 1890
- Byron der Übermensch. Sein Leben und sein Dichten, 1890
- Massenmord. Eine Zukunftsschlacht, 1893
- Schlacht bei Wörth am 6. Août 1870, 1898, réimpression, 2009, Verlag Rockstuhl, Bad Langensalza,  (ISBN 978-3-86777-072-9)
- Marschälle, Generäle, Soldaten Napoleons des Ersten, 1899
- Waterloo, Schlachtdichtung, 1902
- Die Verrohung der Literatur. Ein Beitrag zur Haupt- und Sudermännerei, 1903
- Schlacht von Königgrätz am 3. Juillet 1866, 1903, réimpression, 2006, Verlag Rockstuhl, Bad Langensalza,  (ISBN 978-3-938997-65-9)
- Schlacht bei Spichern am 6. August 1870, 1903, réimpression, 2009, Verlag Rockstuhl, Bad Langensalza,  (ISBN 978-3-86777-071-2)
- Schlacht bei Weißenburg am 4. August 1870, 1903, réimpression, 2009, Verlag Rockstuhl, Bad Langensalza,  (ISBN 978-3-86777-070-5)
- HP Blavatsky und die Geheimlehre, 1904
- Die Vertreter des Jahrhunderts, 3 vols, 1904 (Volume III : Theosophie)
- Düppel - Alsen - Deutsch-Dänischer Krieg, 1906, réimpression, 2009, Verlag Rockstuhl, Bad Langensalza,  (ISBN 978-3-86777-013-2)
- Langensalza und Der Mainfeldzug 1866, 1906, réimpression, 2007, Verlag Rockstuhl, Bad Langensalza,  (ISBN 978-3-934748-73-6)
- Schlacht bei Colombey am 14. August 1870, 1906, réimpression, 2009, Verlag Rockstuhl, Bad Langensalza,  (ISBN 978-3-86777-073-6)
- Der Marquis de Sade, dans: Die Gegenwart. Zeitschrift für Literatur, Wirtschaftsleben und Kunst, 72 – 73 (1907) pp.   134–136 & 151-154. Réimpression dans: Hans-Ulrich Seifert & Michael Farin, eds .: "Der Mensch ist böse." Ein erotisch-philosophisches Lesebuch: Marquis de Sade Heyne, Munich, 1990,  (ISBN 3-453-04354-5)    S. 7 - 27. Microfiche-Ausg. der Zs: Vlg. Harald Fischer, Erlangen 2003  (ISBN 3-89131-444-2)
- Belagerung von Straßburg 15. August bis zum 28. Septembre 1870, 1910, réimpression 2009 Verlag Rockstuhl, Bad Langensalza,  (ISBN 978-3-86777-074-3)
- Die Lösung der Shakespeare-Frage, eine neue Theorie, Leipzig, Theod. Thomas, [1909]
- Histoire de la nation de Goethes Tod bis zur Gegenwart, 2 Teile in einem Band, 1912
- Die Entscheidungsschlacht und andere Kriegsnovellen, 1915
- Bismarck. Ein Weltroman dans 4 Bänden 1915. Dans le projet Gutenberg-DE   :
- Englands große Waterloo-Lüge - Zu den Jahrhunderttagen von 1815, Berlin - Leipzig, 1915
- Der Aufgang des Abendlandes, Leipzig, 1925 (sous le pseudonyme de John Macready)